# Теория на отражението
Теория на отражението – основа на диалектикоматериалистическата теория на познанието (гносеология). Изходен за теорията на отражението и за марксистката гносеология като цяло е диалектикоматериалистическият принцип на отражението, според който резултатите на познанието трябва да са относително адекватни на своя източник – оригинала. Те се постигат посредством две взаимосвързани изисквания и съответстващите им процеси: активно извличане на нужните и изключване на ненужните, страничните сведения за оригинала.

## Теорията на отражението има специфични задачи
- Разкриване на най-общите черти и закономерности, на всички равнища и форми на отражението.
- Изследване на възникването и развитието на формите на психичното отражение, включително въпросите за произхода на съзнанието и частнонаучното обосноваване на възможностите на познавателната дейност на човека.
- Изучаване на връзката на характеристиките на съдържанието и на формата на образа, знанието.
- Разкриване на същността на отражението в неживата природа.
- Изясняване на особеностите на отражението (сигнализацията) в свързочната техника и управление; по-специално, съотношението между човека и кибернетичните устройства.[1]